# Hub (luftfart)
 For alternative betydninger, se Hub. (Se også artikler, som begynder med Hub)
En hub (engelsk for hjulnav) er en lufthavn, der benyttes af et luftfartsselskab til at samle omstigninger mellem forskellige ruter, således at passagerne kan opnå forbindelse til deres endelige destination. En hub følger hub and spoke-modellen (hjulnav og eger-modellen), hvor de rejsende rejser mellem lufthavne, der ikke betjenes af direkte flyvninger, men i stedet bringes til centrale lufthavne (hubs) for dér at skifte til et fly til slutdestinationen. Flere flyselskaber har placeret deres hovedkontor i samme by som luftfartsselskabets primære hub.
Nogle luftfartsselskaber benytter en enkelt hub, mens andre, eksempelvis SAS, benytter flere hubs. Hubs benyttes indenfor transport af passagerer såvel som fragt. 
Flere flyselskaber benytter "fokusbyer", der har et godt befolkningsunderlag og god infrastruktur og ellers fungerer som en hub i en mindre skala og som kan anvendes til at opsamle passagerer, der kan fragtes til en hub. Nogle luftfartsselskaber benytter termen "sekundær hub" for sådanne større fokusbyer.
En hub placeret mellem to destinationer er mere effektiv end én i hver ende af rejsen, da passagerer foretrækker ruter med kun et enkelt skift frem for to skift.
En anden anvendelse af begrebet  airline hub er den amerikanske luftfartsmyndighed FAA, der årligt oplister sådanne i kategorier baseret på antallet af passagerer.

## Eksempler på internationale hubs
- Atlanta – hub for det amerikanske luftfartsselskab Delta Air Lines
- Ben Gurion International Airport – hub for det israelske luftfartselsab El Al
- Chicago O'Hare International Airport – hub for det amerikanske luftfartsselskab United Airlines
- Aéroport Paris-Charles de Gaulle – hub for det franske luftfartsselskab Air France
- Frankfurt am Main – hub for det tyske luftfartselskab Lufthansa
- Incheon International Airport – hub for det koreanske luftfartselskab Korean Air
- Heathrow – hub for det engelske luftfartselskab British Airways
- Keflavik Airport – hub for det islandske luftfartselsab Icelandair
- Københavns Lufthavn, Kastrup – hub for det skandinaviske luftfartsselskab SAS
- Narita International Airport – hub for det japanske luftfartsselskab All Nippon Airways
- O.R. Tambo International Airport – hub for det sydafrikanske luftfartsselskab South African Airways
- Oslo Lufthavn, Gardermoen – hub for det norske luftfartsselskab Norwegian